# Cnephalocotes similis
Espèce
Cnephalocotes similis est une espèce d'araignées aranéomorphes de la famille des Linyphiidae.

## Distribution
Cette espèce est endémique d'Ukraine. Elle se rencontre dans l'oblast de Soumy, vers Grunivka.

## Description
La femelle holotype mesure 1,55 mm.

## Systématique et taxinomie
Cette espèce a été décrite par V. A. Gnelitsa en 2024.